# Michał Gąsowski
Michał Gąsowski (ur. 23 stycznia 1977 w Wysokiem Mazowieckiem) – polski samorządowiec i inżynier rolnictwa, od 2025 wicewojewoda podlaski.

## Życiorys
Na Politechnice Białostockiej uzyskał tytuł inżyniera na kierunku rolnictwo ekologiczne i biznes w rolnictwie oraz magistra w zakresie zarządzania i marketingu. Odbył studia doktoranckie z inżynierii rolnictwa w Instytucie Technologiczno-Przyrodniczym – Państwowym Instytucie Badawczym. Pracował jako główny specjalista i koordynator sekcji w Podlaskim Ośrodku Doradztwa Rolniczego w Szepietowie oraz inspektor w piątnickim oddziale Stacji Hodowli i Unasieniania Zwierząt w Bydgoszczy. Zajmował się także prowadzeniem własnego gospodarstwa rolnego oraz działalnością w lokalnym zespole pieśni i tańca.
Zaangażował się w działalność polityczną w ramach Polskiego Stronnictwa Ludowego. W 2010 wybrany do rady gminy Szepietowo z listy lokalnego komitetu, w 2014 nie uzyskał reelekcji. W 2015 został zastępcą burmistrza tej gminy, pełnił tę funkcję do 2024. W 2018 i 2024 bezskutecznie kandydował do rady powiatu wysokomazowieckiego. W 2024 objął funkcję doradcy ds. współpracy z samorządem terytorialnym w Ministerstwie Obrony Narodowej. 3 lutego 2025 powołany na stanowisko drugiego wicewojewody podlaskiego, odpowiedzialnego m.in. za kwestie rolnictwa i środowiska.